# Tasuku Honjo

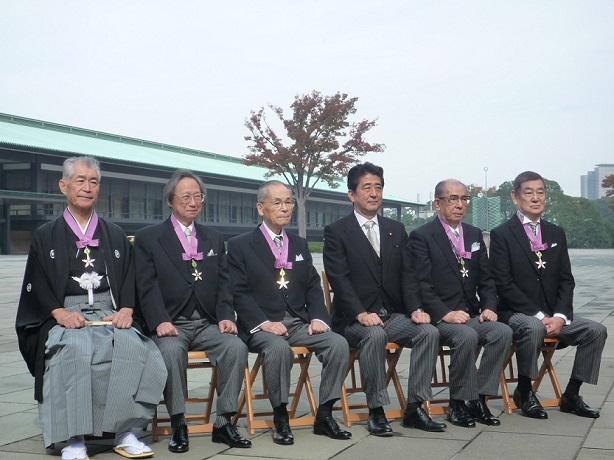
Tasuku Honjo (pierwszy z lewej) wraz z premierem Shinzō Abe oraz grupą naukowców i artystów odznaczonych Orderem Kultury, na terenie Pałacu Cesarskiego w Tokio (2013)

Tasuku Honjo (jap. 本庶 佑 Honjo Tasuku; ur. 27 stycznia 1942 w Kioto) – japoński immunolog, laureat Nagrody Kioto w 2016 oraz Nagrody Nobla w dziedzinie fizjologii lub medycyny w 2018, wspólnie z Jamesem P. Allisonem.

## Życiorys
W latach 1960–1966 studiował medycynę na Kyoto University, a następnie odbył roczną praktykę w uniwersyteckim szpitalu.
W latach 1971–1974 prowadził badania w Stanach Zjednoczonych: w Carnegie Institution for Science w Waszyngtonie i Narodowych Instytutach Zdrowia w Bethesdzie.
W 1975 uzyskał stopień doktorski z chemii medycznej na Kyoto University. W latach 1974–1979 pracował na Uniwersytecie Tokijskim, zaś w latach 1979–1984 na Uniwersytecie Osakijskim. Od 1984 był profesorem na Wydziale Chemii Medycznej Kyoto University, a w latach 1989–1997 na Hirosaki University. W latach 1996–2000 i 2002–2004 był dziekanem Wydziału Medycyny uczelni w Kioto. Od 2005 jest profesorem emerytowanym na Wydziale Immunologii i Genomiki Medycznej w Kioto.
Jest laureatem licznych nagród. W 1981 roku otrzymał Nagrodę Asahi. W 2013 rząd japoński odznaczył go Orderem Kultury, a rok później został – wraz z amerykańskim uczonym Jamesem P. Allisonem – laureatem tajwańskiej nagrody naukowej Tang Prize in Biopharmaceutical Science. W 2016 otrzymał Nagrodę Kioto w dziedzinie nauk przyrodniczych.
1 października 2018 ogłoszono, że Zgromadzenie Noblowskie Instytutu Karolinska podjęło decyzję o przyznaniu Honjo oraz Jamesowi Allisonowi Nagrody Nobla w dziedzinie fizjologii lub medycyny za „odkrycie terapii przeciwnowotworowej poprzez hamowanie negatywnej regulacji immunologicznej”.
Jest autorem lub współautorem kilkudziesięciu publikacji, redaktorem branżowych periodyków, członkiem wielu japońskich i zagranicznych towarzystw naukowych i innych organizacji, w tym niemieckiej Leopoldiny, National Academy of Sciences, American Association of Immunologists, Human Genome Organisation.
Jego badania umożliwiły opracowanie immunoterapii umożliwiających niszczenie komórek nowotworowych. Pozwoliły na stworzenie nowej generacji leków, z których skutecznie skorzystał były prezydent Jimmy Carter.

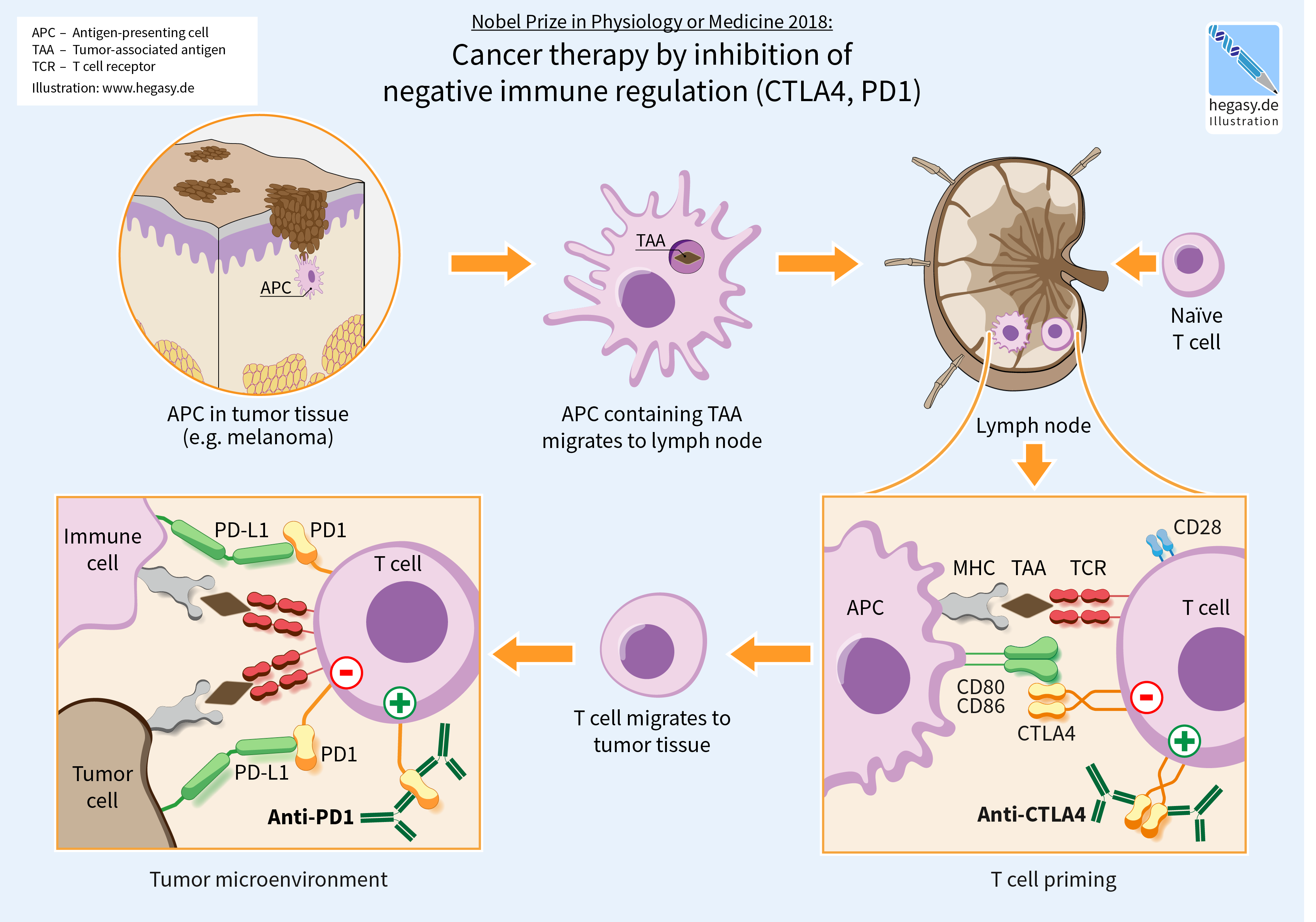
Terapia przeciwnowotworowa poprzez blokowanie hamującej regulacji immunologicznej (CTLA 4, PD-1)

### Pandemia Covid-19
Podczas pandemii Covid-19 w Internecie szeroko rozpowszechniane było oświadczenie, przetłumaczone na wiele języków, jakoby profesor Honjo twierdził, że koronawirus wywołujący chorobę COVID-19 został stworzony przez człowieka w mieście Wuhan w Chinach. Zespół redakcyjny BBC Reality Check poinformował, że profesor jest „bardzo zasmucony”, użyciem jego nazwiska do rozpowszechniania „fałszywych oskarżeń i dezinformacji”.
Naukowcy twierdzą, że sekwencjonowanie genomu pokazuje, że wirus pochodzi od zwierząt i nie został stworzony przez człowieka. Prawdopodobnym źródłem są nietoperze, jako naturalni gospodarze dla koronawirusów. Gatunek zwierzęcia pośredniczącego, między nietoperzem a człowiekiem, jest nieznany, prawdopodobnie są to łuskowce malajskie (łac. Manis javanica). Koronawirusy żyją w wielu organizmach, jednak nietoperze są w nieznany nam jeszcze sposób na nie odporne i "przechowują" koronawirusy. Ostatnie badania wskazały, że ocieplenie klimatu wpłynęły na typ zalesienia prowincji Junnam w Chinach, tworząc idealne warunki bytowe dla nietoperzy. Zwiększenie liczby gatunków nietoperzy bezpośrednio przyczyniło się do wzrostu liczebności odmian koronawirusów. Ocieplenie klimatu dodatkowo zmusiło zwierzęta do migracji i w konsekwencji mieszania się gatunków na jednym obszarze, pozwalając na przenoszenie się patogenów między gatunkami.